# Peter Welchering

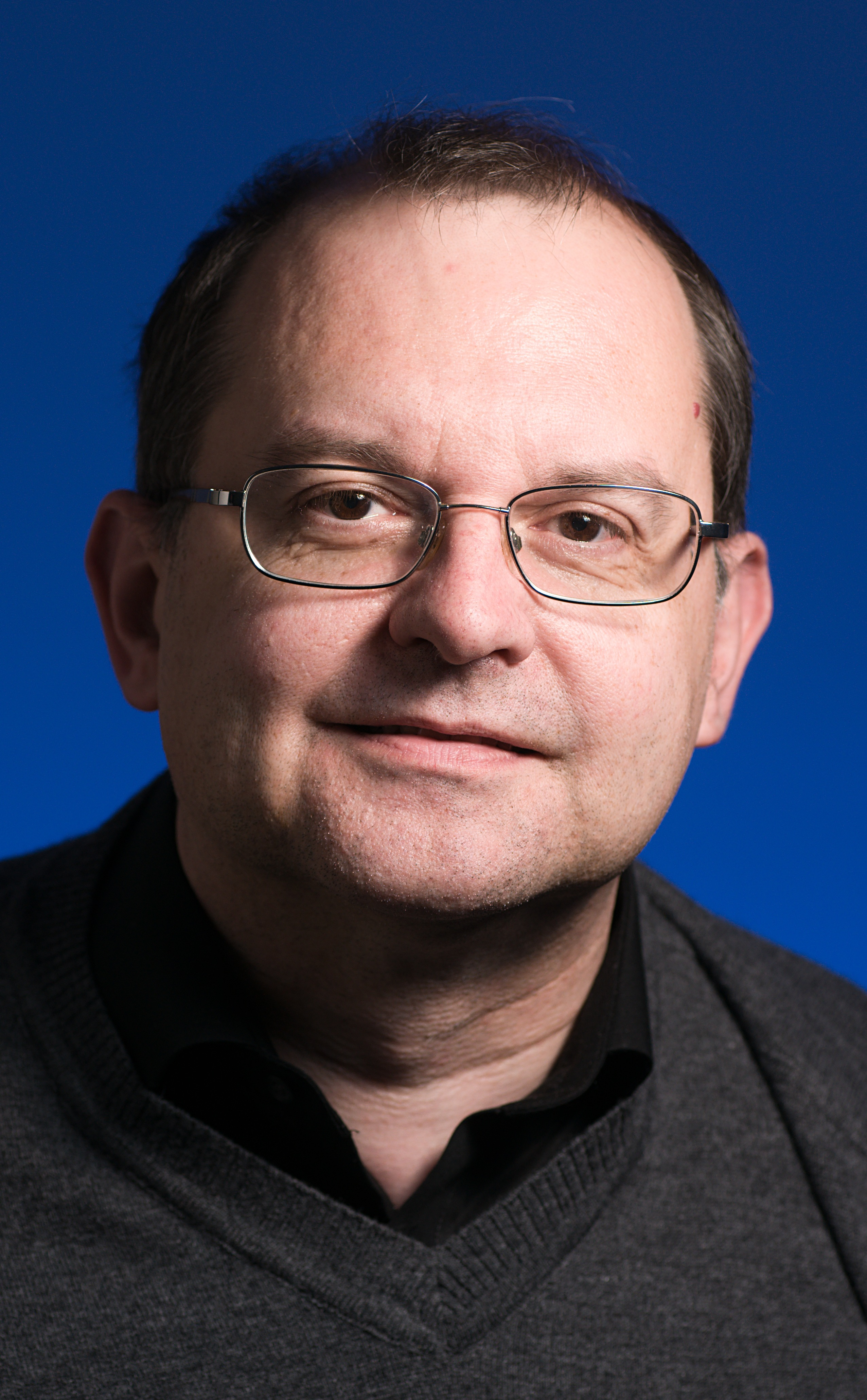
Peter Welchering (2010)

Peter Welchering (* 1960 in Borken, Westfalen) ist ein deutscher Journalist und ehemaliger Hochschuldozent an der Merz Akademie in Stuttgart.

## Werdegang
Nach dem Studium der Philosophie und Theologie arbeitete er seit 1983 als Technik- und Wissenschaftsjournalist für Hörfunk und Fernsehen. Er war sechs Jahre Chefredakteur der Computer Zeitung und Business Online und hat das Online-Portal IndustrieNet mit aufgebaut. Davor war er einige Jahre als Volontärausbilder in Fachverlagen, unter anderem für c’t, tätig. Anschließend gründete er Media01, Produktionsgesellschaft für elektronische Medien Köln-Stuttgart und VoxMundi Medienanstalt GmbH Stuttgart. Er schreibt und produziert für den Deutschlandfunk, den SWR, für das ZDF, außerdem für Zeitschriften und Zeitungen.
An der Merz Akademie in Stuttgart lehrt er Online-/Offline-Investigation, an der Georg-August-Universität Göttingen journalistische Praxis (u. a. als Einführung in den Wissenschaftsjournalismus).
Welchering ist Wissenschaftsjournalist unter anderem für CUT und die Sendung Forschung Aktuell des Deutschlandfunks. Zusätzlich arbeitet er als Journalismus- und Medientrainer und unterrichtet an Journalistenschulen und -akademien. Er war regelmäßiger Gast im Computerclub 2.
Peter Welchering war FDP-Stadtverbandsvorsitzender und Kreisvorsitzender des Deutschen Journalistenverbands (DJV). 2011 wurde er in den Deutschen Presserat gewählt, daher legte er seine politischen Ämter wegen möglicher Interessenkonflikte nieder. Von 2014 bis 2018 war er stellvertretender Landesvorsitzender des DJV Baden-Württemberg. Von ihm stammt der Begriff „Bundestrojaner“. Er hat unter anderem den Datenskandal mit dem Dateihintergrund beim Akkreditierungsdebakel auf dem G20-Gipfel in Hamburg aufgedeckt und erstmals am 22. Juli 2017 im Deutschlandfunk darüber berichtet. Im März 2019 berichtete er im Deutschlandfunk über umfangreiche Recherchen, denen zufolge Facebook einen unternehmenseigenen Nachrichtendienst unterhält, um als „Gegner“ bezeichnete Facebook-Kritiker zu überwachen. Die Berichterstattung führt zu Ermittlungen des hamburgischen Beauftragten für den Datenschutz, die noch andauern. Als Mitglied des Deutschen Presserates hat er sich in den Jahren 2010 bis 2014 vor allen Dingen für einen besseren Informantenschutz eingesetzt. Im Oktober 2018 startete er gemeinsam mit Manfred Kloiber den Podcast „Aus dem journalistischen Maschinenraum“, in dem die beiden Fachjournalisten mit Gästen aktuelle Themen der Medienentwicklung und Medienkritik diskutieren.
Welchering ist in der Jury, die den Alternativen Medienpreis vergibt, sowie in der Jury des Journalistenpreises Informatik.
Im Juli 2019 ist Welchering aus Protest gegen das Verhalten der DJV-Spitze aus dem DJV aus- und bei Verdi eingetreten. Seit Herbst 2022 ist er Mitglied der Verdi-Fachgruppe Medien, Journalismus, Film des Verdi-Landesbezirks Niedersachsen-Bremen.
Mit seinem Essay „Gesinnung oder Haltung“ in der „Journalistik.Zeitschrift für Journalismusforschung“ hat er die Debatte über den wiederkehrenden Gesinnungsjournalismus in Deutschland und die daraus erwachsenen Gefahren angestoßen. In der Debatte um die Reform des öffentlich-rechtlichen Rundfunks in Deutschland hat er ein Reformprogramm aus Sicht der freien und festen-freien Journalistinnen und Journalisten in dieser Zeitschrift veröffentlicht.
Am 20. Dezember 2024 hat Welchering dem Intendanten des ZDF, Norbert Himmler, schriftlich mitgeteilt, dass und warum er aus berufsethischen Gründen nicht mehr für das ZDF arbeiten kann. Als wesentlichen Grund gab er an, dass aus seiner Sicht die Missachtung journalistischer Standards dort über die Jahre zugenommen habe.

## Werke
Welchering verfasste mehrere Artikel für das Historische Wörterbuch der Philosophie, darunter Profan, Profanität und Pythagoreismus II.
- 1987, Profan. Materialien zur Geschichte eines wenig beachteten und erforschten Begriffs. In: Archiv für Begriffsgeschichte, Hamburg, Meiner. – Bd. 28, S. 63–99
- 1991, Jan Masschelein: Kommunikatives Handeln und pädagogisches Handeln : die Bedeutung der Habermasschen kommunikationstheoretischen Wende für die Pädagogik. Übers. aus dem Holländ. von Peter Welchering und Michael Astroh, Dt. Studien-Verl., Weinheim 1991, ISBN 3-89271-264-6
- 2008, mit Stefan Hencke, Jan Lehmhaus, Tim Stefan Schmidt: Hencke Marken-Bibliothek. Kienzle, Zürich, ISBN 3-280-05331-5
- 2011: Wissenschaft als Grenzwert: die noematische Phänomenologie in ihrer wissenschaftsbegründenden Funktion. Akademische Verlagsgemeinschaft München, Meidenbauer Verlagsbuchhandlung, München – New York 2011, ISBN 978-3-86306-724-3
- 2012, mit Manfred Kloiber und Jan Rähm: Bits und Bomben: Cyberwar: Konzepte, Strategien und reale digitale Kontroversen. Wie vor, ISBN 978-3-86924-325-2
- 2017, mit Manfred Kloiber: Informantenschutz. Ethische, rechtliche und technische Praxis in Journalismus und Organisationskommunikation. Springer, Wiesbaden, ISBN 978-3-658-08718-0[21]
- 2020 Journalistische Praxis: Digitale Recherche, Springer, Wiesbaden, ISBN 978-3-658-30977-0[22]

### Hörbücher
Peter Welchering hat zahlreiche Hörbücher produziert und herausgegeben. Die in seinen Firmen Media01 und VoxMundi Medienanstalt produzierten Hörbücher für die Industrie, aufwändigen Features und Hörspiele werden von namhaften Unternehmen für das Produktmarketing und die Image-PR eingesetzt. Als MP3 im Internet verfügbar ist sein Hörbuch mit dem Titel „Die Computerwaffen der Al Qaida“.

## Peter Welchering im Deutschlandfunk
- mit Mirko Smiljanic: Nebelwerfer, Pfefferspray, Elektroschock-Pistolen – , Deutschlandfunk – „Hintergrund“ vom 18. November 2003
- mit Mirko Smiljanic: Braucht Deutschland eine Elite-Universität? – Die schwierige Diskussion über die Förderung von Spitzenleistung, Deutschlandfunk – „Hintergrund“ vom 7. Januar 2004
- mit Manfred Kloiber: Multimediale Kommunikation durch UMTS – Das lange Warten auf den Start, Deutschlandfunk – „Hintergrund“ vom 27. März 2004
- mit Annette Wilmes: Staat liest mit – Vor dem Bundesverfassungsgerichtsurteil zur Online-Durchsuchung, Deutschlandfunk – „Hintergrund“ vom 26. Februar 2008
- Löchrig wie ein Schweizer Käse – Die Kommunikationstechnik der Bundesregierung, Deutschlandfunk – „Hintergrund“ vom 28. März 2009
- Das andere Gesicht des freundlichen Riesen – Googles Geschäftsmodell auf dem Prüfstand, Deutschlandfunk – „Hintergrund“ vom 14. Februar 2010
- mit Manfred Kloiber: Der digitale Krieg – Sabotage und Spionage in Zeiten des Cyberwar, Deutschlandfunk – „Hintergrund“ vom 9. Oktober 2010
- mit Manfred Kloiber: Sicher digital kommunizieren – Chancen und Tücken der DE-Mail, Deutschlandfunk – „Hintergrund“ vom 6. Dezember 2010
- mit Manfred Kloiber: Patentkrieg statt Wettbewerb – Apples Kampf gegen Android, Deutschlandfunk – „Hintergrund“ vom 17. August 2012
- mit Manfred Kloiber: Internetverwaltung – Zwischen Netz-Imperialismus und digitaler Kleinstaaterei, Deutschlandfunk – „Hintergrund“ vom 15. September 2014
- mit Ralf Krauter: Streit bei Online-Enzyklopädie – „Das Wikipedia-Schiedsgericht ist nicht mehr arbeitsfähig“, Deutschlandfunk – vom 19. Dezember 2016

## Auszeichnungen
- 2004: zusammen mit Mirko Smiljanic den Helmut-Sontag-Preis des Deutschen Bibliotheksverbandes e. V. (dbv)